# Sara Jean Underwood
Sara Jean Underwood, född 26 mars 1984 i Portland i Oregon, är en amerikansk fotomodell.
Underwood utsågs till Playboys Playmate Of The Month i juli 2006 och Playmate Of The Year 2007. Samma år hade hon en mindre roll som pirat i satirfilmen Epic Movie tillsammans med Playmatesen Qiana Chase, Irina Voronina och Jillian Grace.